# Carangidae

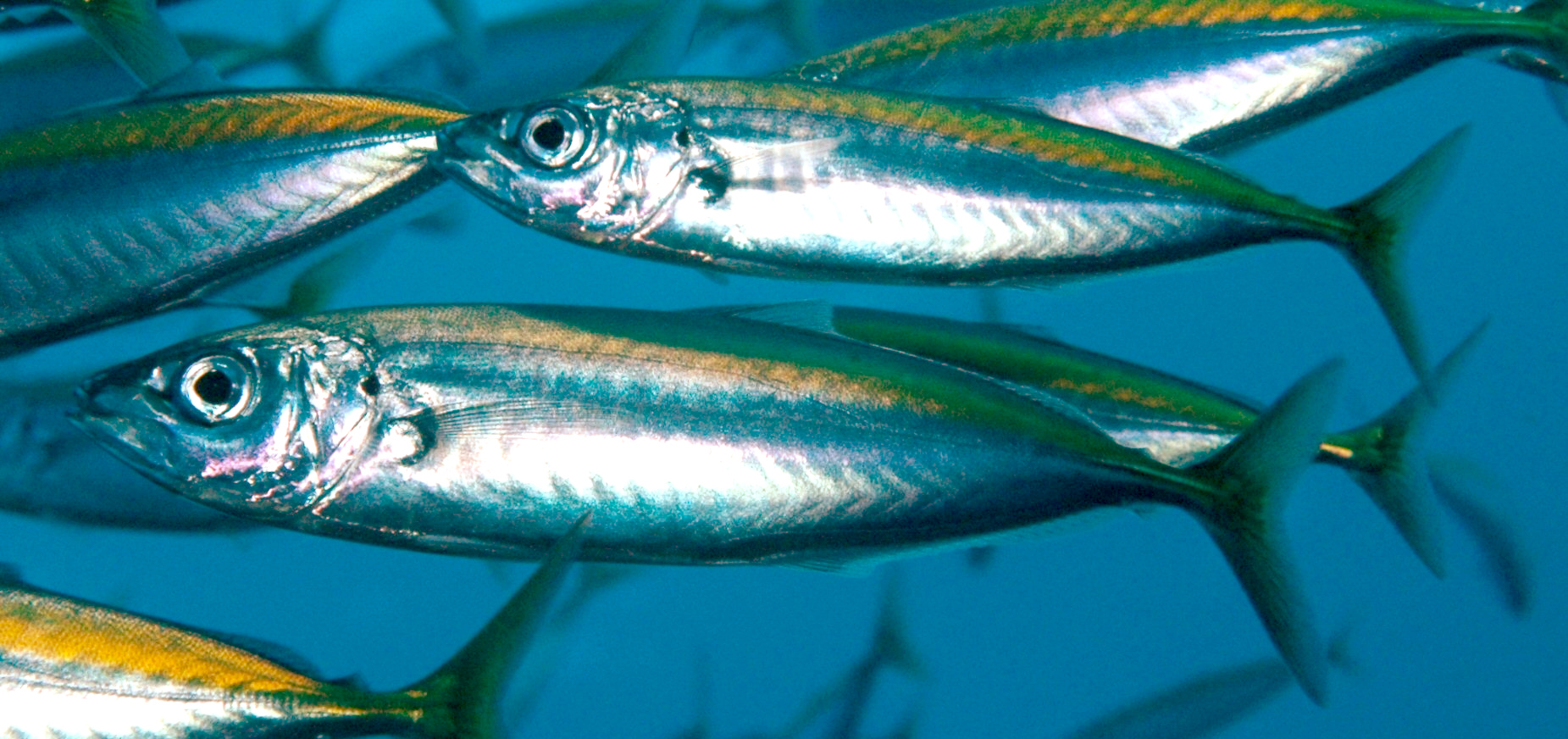

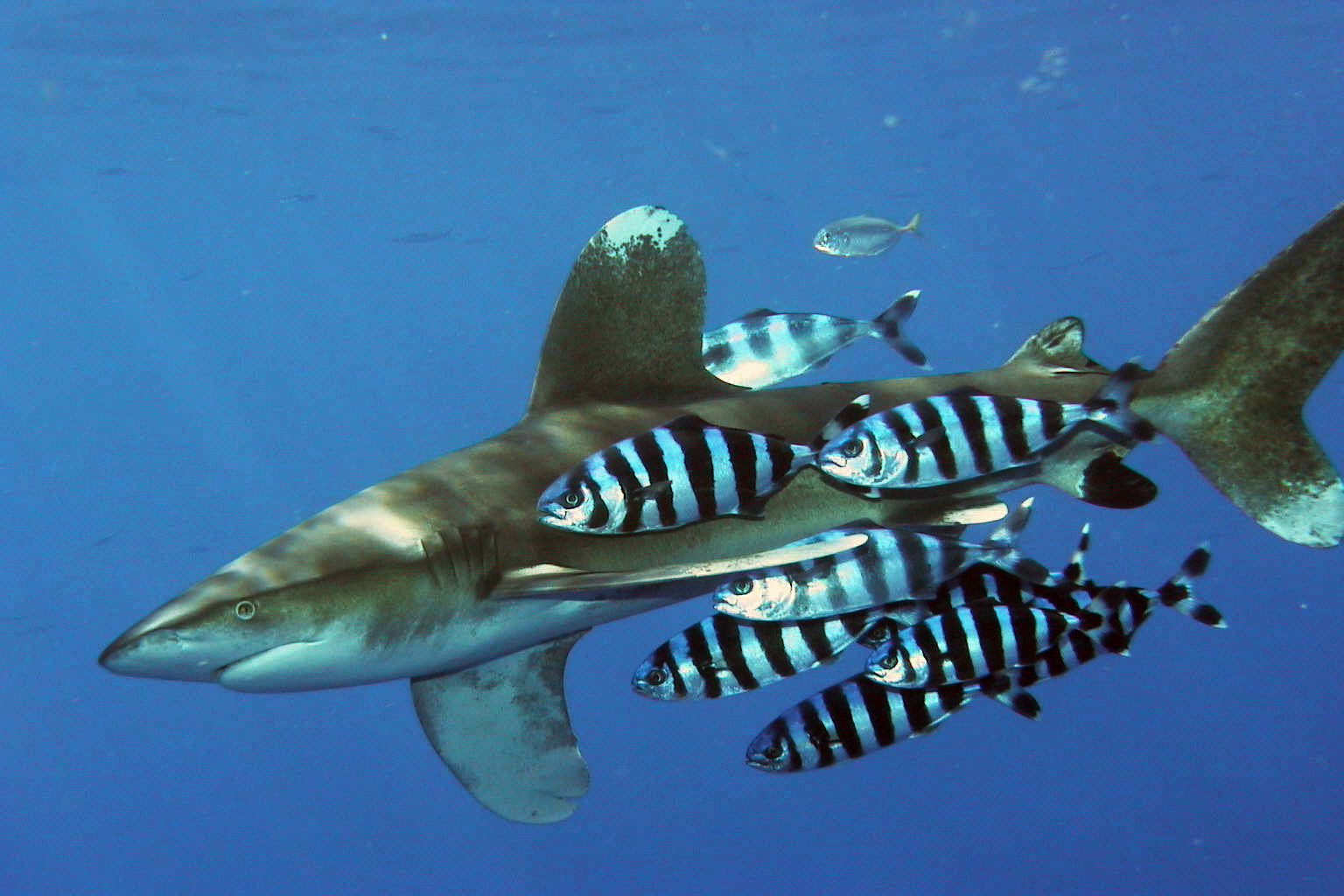
Naucrates con un tiburón.

Seriola.

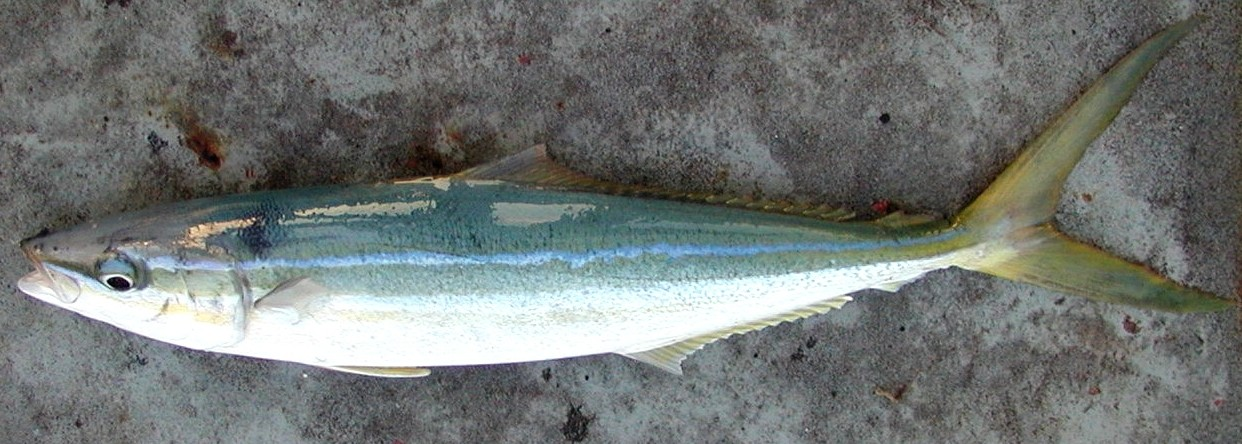

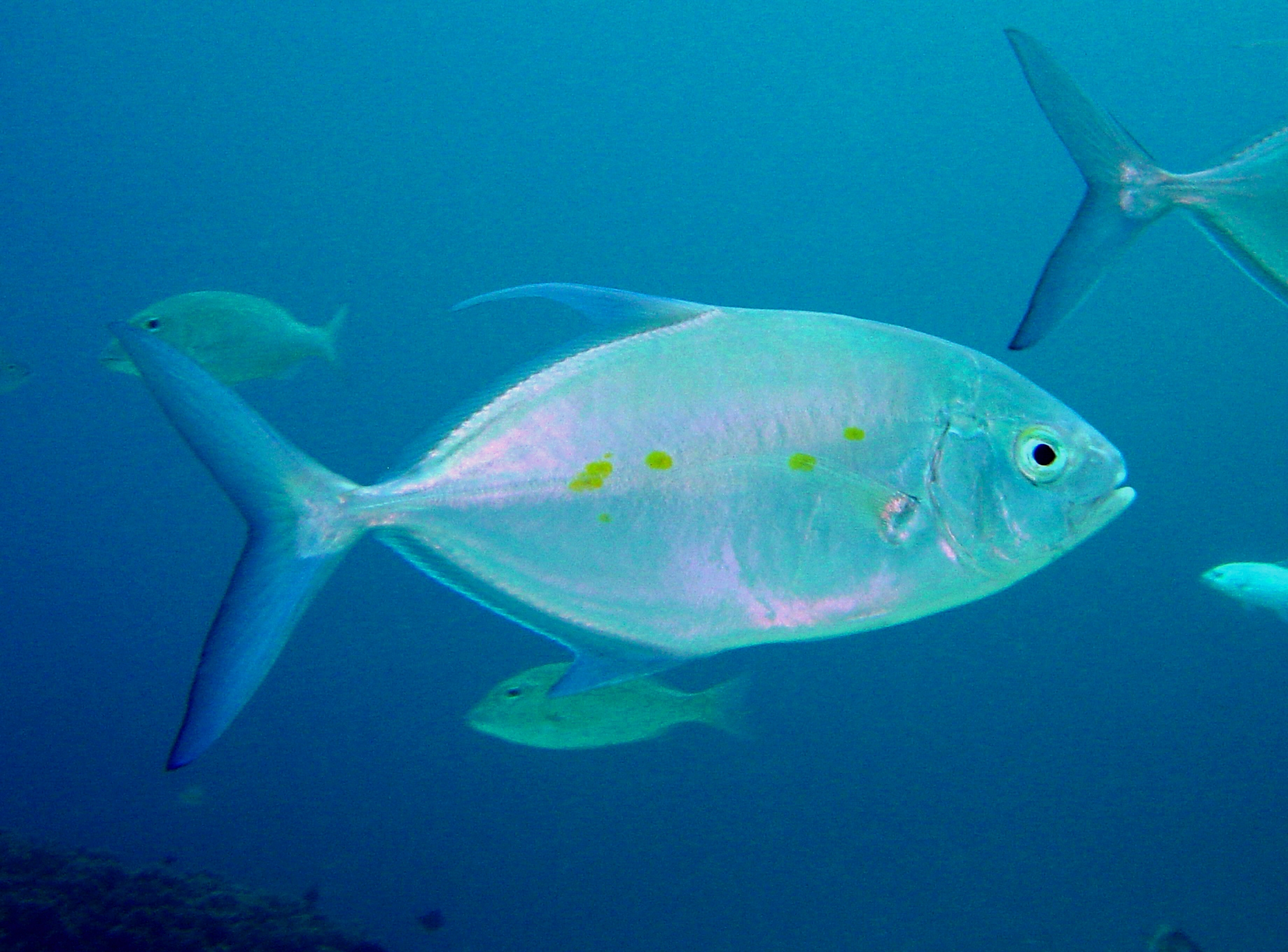

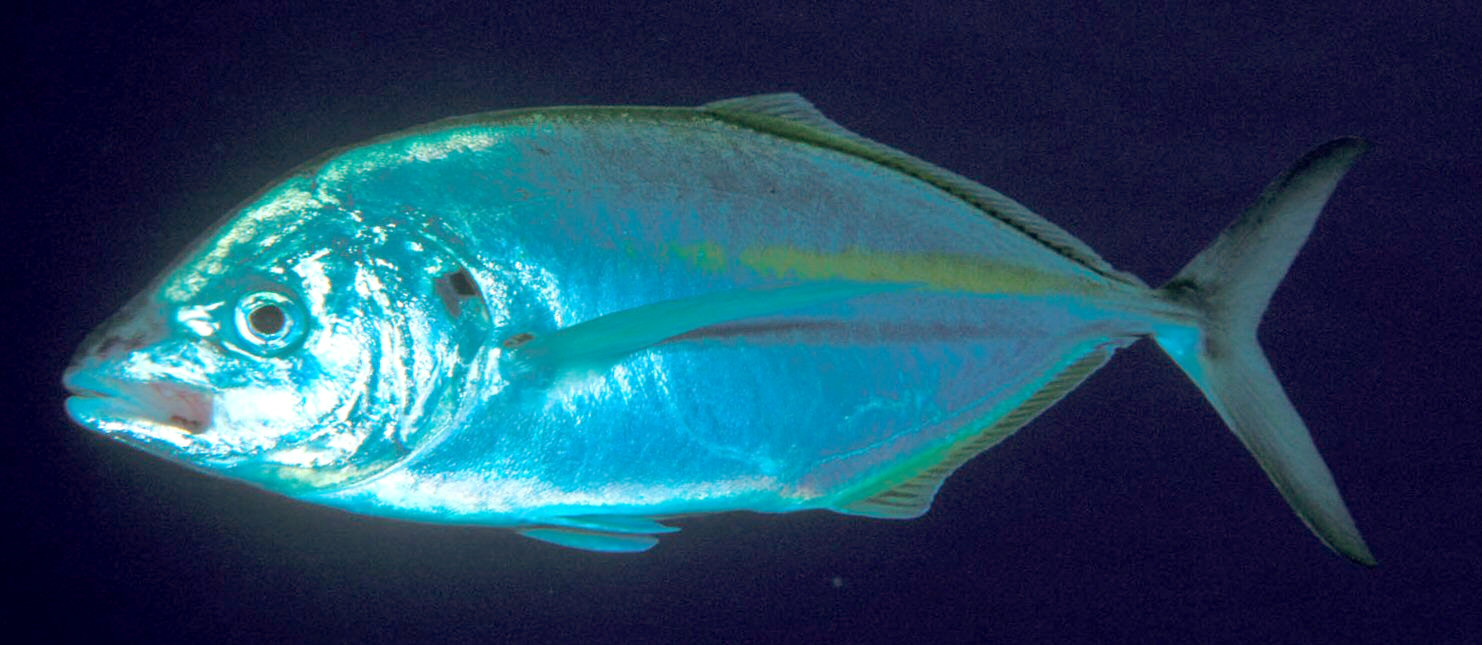

Los Carangidae (carángidos) es una familia de peces marinos incluida en el orden Perciformes. La mayoría son especies tropicales o subtropicales.
El cuerpo es medianamente alargado y algo comprimido, con dos aletas dorsales y el pedúnculo caudal delgado. Como característico de los carángidos poseen dos espinas en la aleta anal. Es frecuente que las escamas a lo largo de la línea lateral se encuentren modificadas en espinas.
Son depredadores de gran velocidad, que no viven ocultos sino en aguas abiertas.
Su pesca es importante comercialmente.

## Géneros
Se agrupan en unas 150 especies que se agrupan en 30 géneros:
- Género Alectis
  - Alectis alexandrinus (É.Geoffroy, 1817)
  - Alectis ciliaris (Bloch, 1787)
  - Alectis indicus (Cuvier, 1833)

- Género Alepes
  - Alepes apercna 
  - Alepes djedaba (Forsskål, 1775)
  - Alepes kleinii (Bloch, 1793)
  - Alepes melanoptera (Swainson, 1839)
  - Alepes vari (Cuvier, 1833)

- Género Atropus
  - Atropus atropos (Bloch & Schneider, 1801)

- Género Atule
  - Atule mate (Cuvier, 1833)

- Género Campogramma
  - Campogramma glaycos (Lacépède, 1801)  - Lichia vadigo, Pez lirio.

- Género Carangoides
  - Carangoides armatus (Forsskål, 1775)
  - Carangoides bajad (Forsskål, 1775)
  - Carangoides bartholomaei (Cuvier, 1833)
  - Carangoides chrysophrys (Cuvier, 1833)
  - Carangoides ciliarius (Rüppell, 1830)
  - Carangoides coeruleopinnatus (Rüppell, 1830)
  - Carangoides dinema (Bleeker, 1851)
  - Carangoides equula (Temminck y Schlegel, 1844)
  - Carangoides ferdau (Forsskål, 1775)
  - Carangoides fulvoguttatus (Forsskål, 1775)
  - Carangoides gymnostethus (Cuvier, 1833)
  - Carangoides hedlandensis (Whitley, 1934)
  - Carangoides humerosus (McCulloch, 1915)
  - Carangoides malabaricus (Bloch y Schneider, 1801)
  - Carangoides oblongus (Cuvier, 1833)
  - Carangoides orthogrammus (Jordan y Gilbert, 1882).
  - Carangoides otrynter (Jordan y Gilbert, 1883)
  - Carangoides plagiotaenia (Bleeker, 1857)
  - Carangoides praeustus (Anonymous, 1830)
  - Carangoides ruber (Bloch, 1793)
  - Carangoides talamparoides (Bleeker, 1852)

- Género Caranx
  - Caranx bucculentus (Alleyne & Macleay, 1877)
  - Caranx caballus (Günther, 1868)
  - Caranx caninus (Günther, 1867)
  - Caranx crysos (Mitchill, 1815)
  - Caranx heberi (Bennett, 1830)
  - Caranx hippos (Linnaeus, 1766)
  - Caranx ignobilis (Forsskål, 1775)
  - Caranx latus (Agassiz, 1831)
  - Caranx lugubris (Poey, 1860)
  - Caranx melampygus (Cuvier, 1833)
  - Caranx papuensis (Alleyne & Macleay, 1877)
  - Caranx rhonchus (É.Goffrey, 1817)
  - Caranx sansun (Forsskål, 1775)
  - Caranx senegallus (Cuvier, 1833)
  - Caranx sexfasciatus (Quoy y Gaimard, 1825)
  - Caranx tille (Cuvier, 1833)
  - Caranx vinctus (Jordan y Gilbert, 1882)

- Género Chloroscombrus
  - Chloroscombrus chrysurus (Linnaeus, 1766)
  - Chloroscombrus orqueta (Jordan y Gilbert, 1883)

- Género Decapterus
  - Decapterus akaadsi (Abe, 1958)
  - Decapterus koheru (Hector, 1875)
  - Decapterus kurroides (Bleeker, 1855)
  - Decapterus lajang (Bleeker, 1855)
  - Decapterus macarellus (Cuvier, 1833)
  - Decapterus macrosoma (Bleeker, 1851)
  - Decapterus maruadsi (Temminck y Schlegel, 1843)
  - Decapterus muroadsi (Temminck & Schlegel, 1844)
  - Decapterus punctatus (Cuvier, 1829)
  - Decapterus russelli (Rüppell, 1830).
  - Decapterus scombrinus (Valenciennes, 1846)
  - Decapterus tabl (Berry, 1968)

- Género Elagatis
  - Elagatis bipinnulata (Quoy y Gaimard, 1825)

- Género Gnathanodon
  - Gnathanodon speciosus (Forsskål, 1775).

- Género Hemicaranx
  - Hemicaranx amblyrhynchus (Cuvier, 1833)
  - Hemicaranx bicolor (Günther, 1860)
  - Hemicaranx leucurus (Günther, 1864)
  - Hemicaranx zelotes (Gilbert, 1898)

- Género Lichia
  - Lichia amia (Linnaeus, 1758) - Palometón

- Género Megalaspis
  - Megalaspis cordyla (Linnaeus, 1758)

- Género Naucrates
  - Naucrates ductor (Linnaeus, 1758). - Pez piloto

- Género Oligoplites
  - Oligoplites altus (Günther, 1868)
  - Oligoplites calcar (Bloch, 1793)
  - Oligoplites palometa (Cuvier, 1832)
  - Oligoplites refulgens (Gilbert y Starks, 1904)
  - Oligoplites saliens (Bloch, 1793)
  - Oligoplites saurus (Bloch y Schneider, 1801)

- Género Pantolabus
  - Pantolabus radiatus (Macleay, 1881)

- Género Parastromateus
  - Parastromateus niger (Bloch, 1795)

- Género Parona
  - Parona signata (Jenyns, 1841)

- Género Pseudocaranx
  - Pseudocaranx chilensis (Guichenot, 1848)
  - Pseudocaranx dentex (Bloch y Schneider, 1801)
  - Pseudocaranx dinjerra (Smith-Vaniz y Jelks, 2006)
  - Pseudocaranx wrighti (Whitley, 1931)

- Género Scomberoides
  - Scomberoides commersonnianus (Lacépède]], 1801)
  - Scomberoides lysan (Forsskål, 1775)
  - Scomberoides tala (Cuvier, 1832)
  - Scomberoides tol (Cuvier, 1832)

- Género Selar
  - Selar boops (Cuvier, 1833)
  - Selar crumenophthalmus (Bloch, 1793)

- Género Selaroides
  - Selaroides leptolepis (Cuvier, 1833)

- Género Selene
  - Selene brevoortii (Gill, 1863)
  - Selene brownii (Cuvier, 1816)
  - Selene dorsalis (Gill, 1863)
  - Selene orstedii (Lütken, 1880)
  - Selene peruviana (Guichenot, 1866)
  - Selene setapinnis (Mitchill, 1815)
  - Selene spixi (Castelnau, 1855)
  - Bodengucker (Selene vomer) (Linnaeus, 1758)

- Género Seriola
  - Seriola carpenteri (Mather, 1971)
  - Seriola dumerili (Risso, 1810) - Pez limón, serviola o verderón.
  - Seriola fasciata (Rüppell, 1830)
  - Seriola hippos (Linnaeus, 1766)
  - Seriola lalandi (Valenciennes, 1833) - Jurel de Castilla
  - Seriola peruana (Steindachner, 1881)
  - Seriola quinqueradiata (Temminck y Schlegel, 1845
  - Seriola rivoliana (Valenciennes, 1833)
  - Seriola zonata (Mitchill, 1815)

- Género Seriolina
  - Seriolina nigrofasciata (Rüppell, 1829)

- Género Trachinotus
  - Trachinotus africanus (Delsman, 1941)
  - Trachinotus anak (Ogilby, 1909)
  - Trachinotus baillonii (Lacépède, 1801)
  - Trachinotus blochii (Lacépède, 1801)
  - Trachinotus botla (Shaw, 1803)
  - Trachinotus carolinus (Linnaeus, 1766)
  - Trachinotus cayennensis (Cuvier, 1832)
  - Trachinotus coppingeri (Günther, 1884)
  - Trachinotus falcatus (Valenciennes, 1833)
  - Trachinotus goodei (Jordan y Evermann, 1896)
  - Trachinotus goreensis (Cuvier, 1833)
  - Trachinotus kennedyi (Steindachner, 1876)
  - Trachinotus marginatus (Gill, 1863)
  - Trachinotus maxillosus (Cuvier, 1832)
  - Trachinotus mookalee (Cuvier, 1832)
  - Trachinotus ovatus (Linnaeus, 1758)
  - Trachinotus paitensis (Cuvier, 1832)
  - Trachinotus rhodopus (Gill, 1863)
  - Trachinotus stilbe (Jordan & McGregor, 1899)
  - Trachinotus teraia (Cuvier, 1832)

- Género Trachurus
  - Trachurus aleevi (Rytov y Razumovskaya, 1984)
  - Trachurus capensis (Castelnau, 1861)
  - Trachurus declivis (Jenyns, 1841)
  - Trachurus delagoa (Nekrasov, 1970)
  - Trachurus indicus (Cuvier, 1833)
  - Trachurus japonicus (Temminck y Schlegel, 1844)
  - Trachurus lathami Nichols, 1920
  - Trachurus longimanus (Norman, 1935)
  - Trachurus mediterraneus (Steindachner, 1868) - Jurel mediterráneo.
  - Trachurus murphyi (Nichols, 1920 - Jurel peruano
  - Trachurus novaezelandiae (Richardson, 1843)
  - Trachurus picturatus (Bowdich, 1825)
  - Trachurus symmetricus (Ayres, 1855)
  - Trachurus trachurus (Linnaeus, 1758) - Jurel chicharro.
  - Trachurus trecae (Cadenat, 1950)

- Género Ulua
  - Ulua aurochs (Ogilby, 1915)
  - Ulua mentalis (Cuvier, 1833)

- Género Uraspis
  - Uraspis helvola (Forster, 1801)
  - Uraspis secunda (Poey, 1860)
  - Uraspis uraspis (Günther, 1860)

### Extintos
- Archaeus